# NeoLAZ-12
Der NeoLAZ-12 ist ein Reisebus des ukrainischen Herstellers LAZ, der als Nachfolger des LAZ-5207 ab 2007 gebaut wurde. Er war das Topmodell der Modellpalette des Herstellers.

## Technische Daten
- Motor: Reihensechszylinder-Dieselmotor
- Motortyp: Deutz BF6M1013 oder MAN D0836
- Leistung: 210 kW (286 PS) bzw. 206 kW (280 PS)
- Abgasnorm: EURO-3
- Getriebe: mechanisch
- Getriebetyp: ZF 6S-90
- Höchstgeschwindigkeit: 120 km/h
- Verbrauch: 25 l/100 km
- Bordspannung: 24 V
- Antriebsformel: 4×2

Abmessungen und Gewichte
- Länge: 12.000 mm
- Breite: 2550 mm
- Höhe: 3670 mm
- Türen: 2
- Sitzplätze: 51+1+1
- Stehplätze: 0
- Reifengröße: 295/80R22.5